# ماکوتو فوجیتا
ماکوتو فوجیتا (انگلیسی: Makoto Fujita؛ ۱۳ آوریل ۱۹۳۳ – ۱۷ فوریهٔ ۲۰۱۰) یک هنرپیشه اهل ژاپن بود.